# 富山福祉短期大学
富山福祉短期大学（とやまふくしたんきだいがく、英語: Toyama College of Welfare Science）は、富山県射水市三ヶ579に本部を置く日本の私立大学。1997年創立、1997年大学設置。大学の略称は福短。

## 概観

### 大学全体
- 富山県射水市に所在する日本の私立短期大学で、設置主体は学校法人浦山学園[1]。
- 1997年に開学し、当初は社会福祉学科のみの1学科体制。のちの増設により社会福祉学科・看護学科・幼児教育学科・国際観光学科からなる。

### 教育および研究
- 富山福祉短期大学は社会福祉系、医療系の学科が設置されている。また、福祉系の短期大学では唯一の観光系の学科もある[注 1]

## 沿革
- 1996年
  - 12月19日 左記を以て文部省[注 2]より短期大学の設置が認可される[2]。
- 1997年
  - 4月1日 富山福祉短期大学が以下の学科体制にて開学する[注 3]。
    - 社会福祉学科 入学定員100名

  - 5月1日 学生数[5]/定員
    - 社会福祉学科 123[注 4]/100
- 1998年
  - 5月1日 学生数[6]/定員
    - 社会福祉学科 236[注 5]/200
- 1999年
  - 5月1日 学生数[7]/定員
    - 社会福祉学科 238[注 6]/200
- 2002年
  - 4月1日 社会福祉学科を以下の通り専攻分離する[8]。
    - 社会福祉専攻 入学定員50名
    - 介護福祉専攻 入学定員50名
- 2004年
  - 4月1日 社会福祉学科に以下の課程を増設する[9]。
    - 児童福祉専攻 入学定員50名[注 7]
- 2008年
  - 4月1日 以下の学科を増設する[10]。
    - 看護学科 入学定員80名
- 2009年
  - 4月1日 社会福祉学科介護福祉専攻の入学定員を50→40に減員[11]。
- 2010年
  - 4月1日 この年度の入学生より社会福祉学科児童福祉専攻を以下の学科に改組される[12]。
    - 幼児教育学科 入学定員50名
- 2011年
  - 3月31日 以下については、左記をもって正式に廃止とする[13]。
    - 社会福祉学科児童福祉専攻
- 2013年
  - 富山福祉短期大学訪問看護ステーション設置。
- 2014年
  - 1月 平成26年度大学入試センター試験参加短期大学の1校となる[14]。
- 2015年
  - 1月 平成27年度大学入試センター試験参加短期大学の1校となる[15]。
- 2016年
  - 1月 平成28年度大学入試センター試験参加短期大学の1校となる[16]。
- 2020年
  - 4月1日 以下の学科を増設する[17]。
    - 国際観光学科[注 8]入学定員30名
- 2021年
  - 4月1日 以下、社会福祉学科の各専攻についてはこの年度で学生募集を最終とする[注 9]
- 2022年
  - 4月1日 専攻科の設置が認められ、以下の課程を設ける[19]。
    - 看護学専攻 入学定員30名
- 2023年
  - 4月1日 以下の学科についてはこの年度で学生募集を最終とする
    - 国際観光学科[注 10]、

## 基礎データ

### 所在地
- 富山県射水市三ヶ579

## 交通アクセス
- あいの風とやま鉄道線小杉駅下車。徒歩7分。

### 象徴
- 右記資料にあり[21]。

## 教育および研究
- 研究費に226,434,433円が排出されている。（平成25年度収支報告書より）[要出典]。
- 『富山福祉短期大学紀要 福祉研究論集』[22]
- 『共創福祉』[23]

### 組織

#### 学科
- 社会福祉学科 入学定員40名
  - 社会福祉専攻 入学定員20名[注釈 1]
  - 介護福祉専攻 入学定員40名[注釈 1]
- 看護学科 入学定員80名[1]
- 幼児教育学科 入学定員40名[1]
- 国際観光学科 入学定員30名[注 11]

#### 専攻科
- なし

#### 別科
- なし

#### 施設関連
- 介護士養成施設である3号館に一部教室を改修工事し、2013年4月「富山福祉短期大学訪問看護ステーション」を設置[25]。

##### 取得資格について[26]
資格
- 介護福祉士：介護福祉専攻
- 保育士：児童福祉専攻

受験資格
- 社会福祉士基礎受験資格：社会福祉専攻
- 看護師：看護学科

教職課程
- 幼稚園教諭二種免許状：幼児教育学科[注 12]

## 施設

### キャンパス学校案内学内施設
- 1号館：講義室・学生ラウンジ、社会福祉専攻棟、企画推進部、キャリア・開発支援センター、共創福祉センター
- 2号館：図書館・カフェテリア・コンピューター室、大講義室
- 3号館：介護関連各実習室、富山福祉短期大学訪問看護ステーション（2F）
- 4号館：幼児関連各実習室
- 5号館：看護関連各実習室

## その他
- 放送大学の教育協力型単位互換を行っている 放送大学　平成28年度　単位互換案内